# Червеньчиці
Червеньчиці (пол. Czerwieńczyce, нім. Rothwaltersdorf) — село в Польщі, у гміні Нова Руда Клодзького повіту Нижньосілезького воєводства.
Населення — 516 осіб (2011).
У 1975-1998 роках село належало до Валбжиського воєводства.

## Демографія
Демографічна структура станом на 31 березня 2011 року:
|          | Загалом | Допрацездатний вік | Працездатний вік | Постпрацездатний вік |
| -------- | ------- | ------------------ | ---------------- | -------------------- |
| Чоловіки | 257     | 46                 | 192              | 19                   |
| Жінки    | 259     | 49                 | 155              | 55                   |
| Разом    | 516     | 95                 | 347              | 74                   |